# Harunaga Isaacson
Harunaga Isaacson (* 1965) ist ein japanischer Indologe.

## Leben
Er erwarb 1990 den MA an der Universität Groningen und 1995 den PhD an der Universität Leiden. Seit April 2006 ist er Professor für Klassische Indologie am Asien-Afrika-Institut.
Seine Schwerpunkte sind tantrische Traditionen in Südasien vor dem 13. Jahrhundert, insbesondere der Vajrayāna-Buddhismus, klassische Sanskrit-Poesie, klassische indische Philosophie, purāṇische Literatur und Manuskriptstudien.

## Schriften (Auswahl)
- als Herausgeber mit Rob Adriaensen und Hans T. Bakker: The Skandapurāṇa. Adhyāyas 1–25. Groningen 1998, ISBN 90-6980-106-X.
- mit Dominic Goodall: The Raghupañcikā of Vallabhadeva. Being the earliest commentary on the Raghuvaṃsá of Kālidāsa. Groningen 2003, ISBN 90-6980-138-8.
- als Herausgeber mit Hans T. Bakker: Adhyāyas 26 – 31.14. The Vārāṇasī cycle. Groningen 2004, ISBN 90-6980-152-3.
- als Herausgeber mit Dominic Goodall: Tantric studies. Fruits of a Franco-German collaboration on early tantra. Hamburg 2016, ISBN 81-8470-211-6.